# 앙투안 프랑수아 푸르크루아

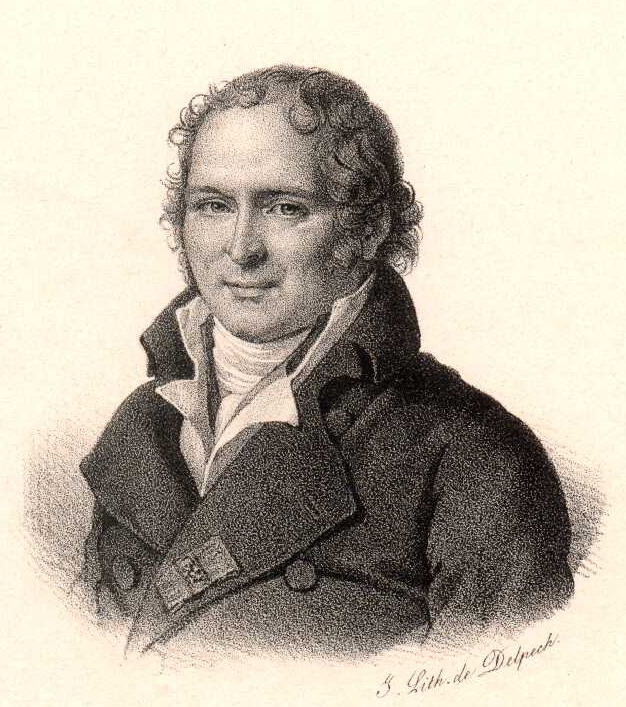
앙투안 프랑수아 푸르크로아

앙투안 프랑수아 푸르크루아(프랑스어: Antoine François Fourcroy, 1755년 6월 15일 ~ 1809년 12월 16일)는 프랑스의 화학자이다.

## 생애
1755년 파리에서 오를레앙 공 집안의 자손이자, 약제사의 아들로 태어났다. 처음에 그는 의학을 공부하였으나, 많은 어려움에 부딪히어 뜻을 잃게 되었고 결국 화학으로 선회하게 되었다. 1784년 그는 왕의 정원(프랑스어: Jardin du Roi, 지금의 Jardin des Plantes)의 교수가 되었다. 그는 앙투안 라부아지에의 견해를 따른 최초의 화학자 중 한 명이었으며, 라부아지에의 저술 작업을 돕기도 하였다. 그는 화학 논문도 많이 썼지만 생리학, 병리학 관련 논문도 많이 제출하였고, 이러한 논문에 있어서 푸르크로아는 독창적인 발명가이기보다는 지도자나 편집자로 많은 기여를 하였다. 프랑스 혁명기에는 공공교육 및 공공안전위원회의 일원이기도 하였고, 나폴레옹 집권 이후 교육부장관이 되었다. 그는 학교 설립에 있어 많은 역할을 하였고 과학 교육에는 특별한 관심을 가졌다. 프랑스 제국으로부터 백작의 작위를 수여받은 1809년 12월 16일 파리에서 사망하였다.

## 비난
푸르크로아는 앙투안 라부아지에의 처형을 방조하였다는 것으로 인하여 비난의 대상이 되기도 하였다. 그러나 박물학자 조르주 퀴비에 등은 이러한 비난에 대해서 푸르크로아를 옹호하기도 하였다.
 본 문서에는 현재 퍼블릭 도메인에 속한 브리태니커 백과사전 제11판의 내용을 기초로 작성된 내용이 포함되어 있습니다.